# Anna Grześkowiak-Krwawicz
Anna Maria Grześkowiak-Krwawicz (ur. 18 czerwca 1956 w Gdańsku) – polska historyczka idei i edytorka, pracowniczka Instytutu Badań Literackich Polskiej Akademii Nauk.

## Życiorys
Jest córką Władysława Grześkowiaka i Janiny Grześkowiak, z d. Koryckiej.
Jest absolwentką III Liceum Ogólnokształcącego im. Bohaterów Westerplatte w Gdańsku (1975) i studiów historycznych na Uniwersytecie Gdańskim. W latach 1979–1983 odbyła studia doktoranckie w Instytucie Historii Polskiej Akademii Nauk. Od 1984 pracowała w Bibliotece Gdańskiej Polskiej Akademii Nauk. W 1986 obroniła w IH PAN pracę doktorską Model rządów monarchii francuskiej w polskiej publicystyce politycznej lat 1792–1792 napisaną pod kierunkiem Edmunda Cieślaka. W 1987 została bibliotekarzem dyplomowanym.
W 1989 została zatrudniona jako adiunktka w Pracowni Literatury Oświecenia Instytutu Badań Literackich Polskiej Akademii Nauk (w 2007 została kierowniczką tej pracowni). W 2000 uzyskała tamże stopień doktora habilitowanego na podstawie pracy O formę rządu czy rząd dusz? Publicystyka polityczna Sejmu Czteroletniego. W 2013 uzyskała tytuł profesora nauk humanistycznych. W 2014 została zatrudniona w IBL PAN na stanowisku profesor zwyczajnej.
W 1988 została członkinią Gdańskiego Towarzystwa Naukowego, w 1996 członkinią założycielką Polskiego Towarzystwa Badań nad Wiekiem Osiemnastym, a w 2012 jego prezeską. W 2012 została członkinią polskiego PEN Clubu.
Jej książka Gdańsk oświecony. Szkice o kulturze literackiej Gdańska w dobie Oświecenia została w 1998 wyróżniona „Piórem Fredry” w ramach Wrocławskich Promocji Dobrej Książki. Za książkę Dyskurs polityczny Rzeczypospolitej Obojga Narodów. Pojęcia i idee otrzymała w 2018 Nagrodę Klio.
W 1986 poślubiła Marka Ney-Krwawicza. Mieszka w Warszawie.

## Twórczość
Zajmuje się myślą polityczną Rzeczypospolitej Obojga Narodów oraz kulturą oświecenia. Opublikowała m.in.:
- Publicystyka stanisławowska o modelu rządów monarchii francuskiej (1990) – rozszerzona wersja pracy doktorskiej
- Gdańsk oświecony. Szkice o kulturze literackiej Gdańska w dobie Oświecenia (1998)
- O formę rządu czy rząd dusz? Publicystyka polityczna Sejmu Czteroletniego (2000) – rozprawa habilitacyjna
- Zabaweczka. Józef Boruwłaski – fenomen natury, szlachcic pamiętnikarz (2004) – zawiera także pamiętniki Józefa Boruwłaskiego przetłumaczone przez autorkę na język polski
- Regina Libertas. Wolność w polskiej myśli politycznej XVIII wieku (2006)
- Czy rewolucja może być legalna? 3 maja w oczach współczesnych (2012)
- Queen Liberty. The concept of freedom in the Polish-Lithuanian Commonwealth (2012)
- Dyskurs polityczny Rzeczypospolitej Obojga Narodów. Pojęcia i idee (2018)
- The Political Discourse of the Polish-Lithuanian Commonwealth. Concepts and Ideas (2021)